# Begich Towers

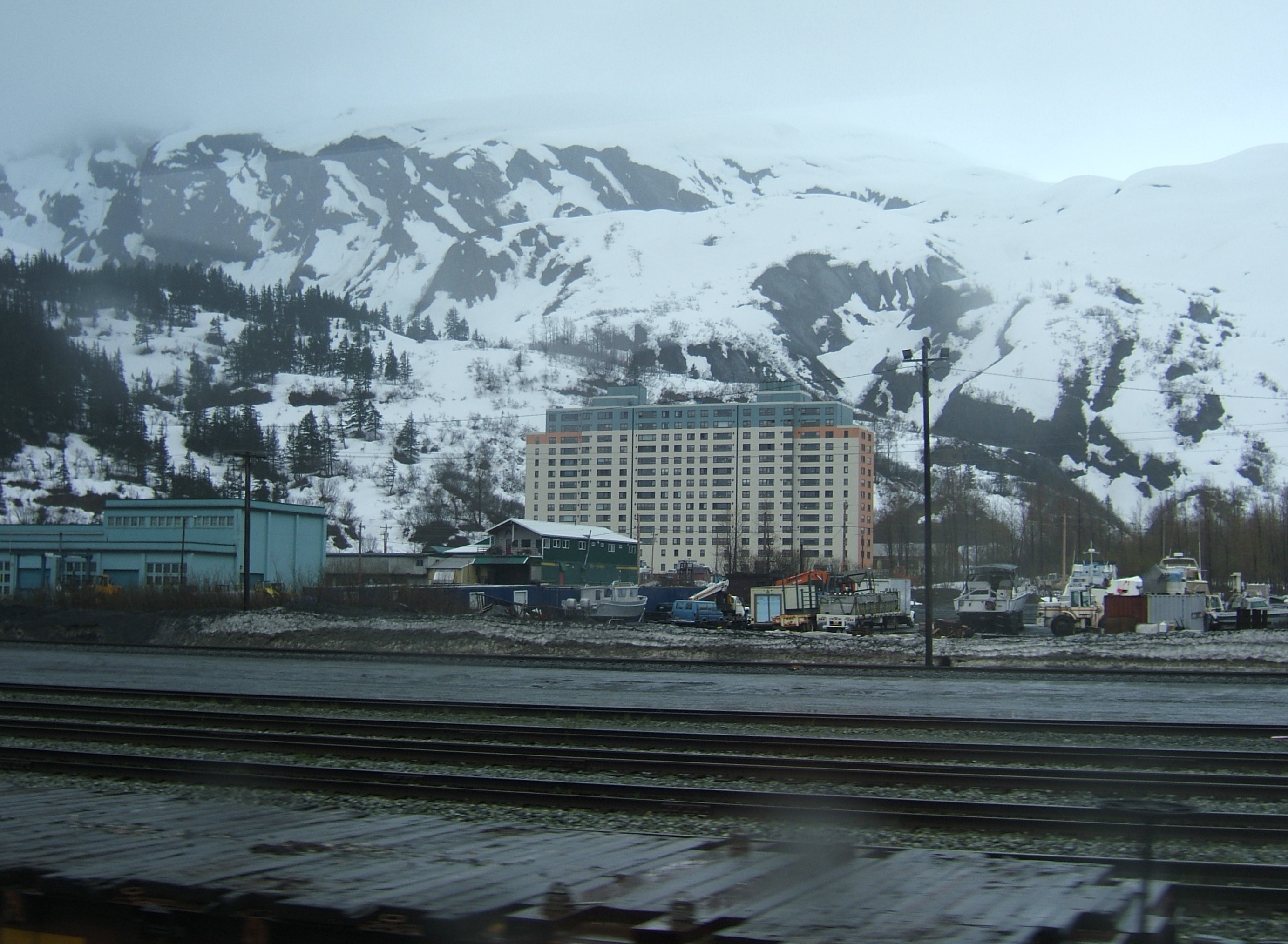
Las Begich Towers al fondo.

El Begich Towers Condominium es un edificio en la pequeña ciudad de Whittier, Alaska, Estados Unidos. La estructura es notable por ser la residencia de casi toda la población de la ciudad, así como por contener muchos de sus servicios públicos. Este edificio le dio a Whittier el mote de "Ciudad bajo el mismo techo".

## Historia
El área donde actualmente queda Whittier fue desarrollada durante la Segunda Guerra Mundial, cuando fue escogida como el lugar para construir un puerto militar y una base logística para el Ejército de los Estados Unidos. Después de la guerra, las fuerzas armadas preveían la creación de un gran complejo en el área. Lo que ahora es el Begich Towers era parte del plan.
El edificio fue proyectado en 1953 por Anton Anderson para ser la sede céntrica del Cuerpo de Ingenieros del Ejército. Fue llamado Edificio Hodge en memoria del coronel William Walter Hodge, comandante del 93.er Regimiento de Ingenieros de la Carretera Alcan. El edificio Hodge fue parte de un proyecto mayor, que incluía la construcción de otras diez construcciones similares para uso militar. En 1957, el Edificio Buckner fue construido al lado de la torre, siendo, en aquel momento, el mayor edificio en Alaska. A pesar del plan ambicioso, solo dos edificios fueron construidos y utilizados por el Ejército de Estados Unidos hasta el inicio de la década de 1960.
En 1964, el área fue alcanzada por un tsunami causado por el terremoto de Alaska de 1964, pero el daño no fue extenso. El Edificio Hodge fue transformado en un edificio público, con varias unidades, incluyendo la sede de las principales instituciones y servicios comerciales de la pequeña ciudad.
En 1972, el edificio fue renombrado en memoria de Nick Begich, un congresista de Alaska que había desaparecido en el área y se supone que murió en un accidente de avión. En 1974, la Asociación de Propietarios de Apartamentos Begich Towers Condominium Inc. se convirtió oficialmente en gestor de toda la estructura.
Con la mayoría de la comunidad y sus servicios tanto en el interior o conectados al edificio, los residentes son capaces de permanecer dentro del edificio durante largos períodos de tiempo.

## Recursos

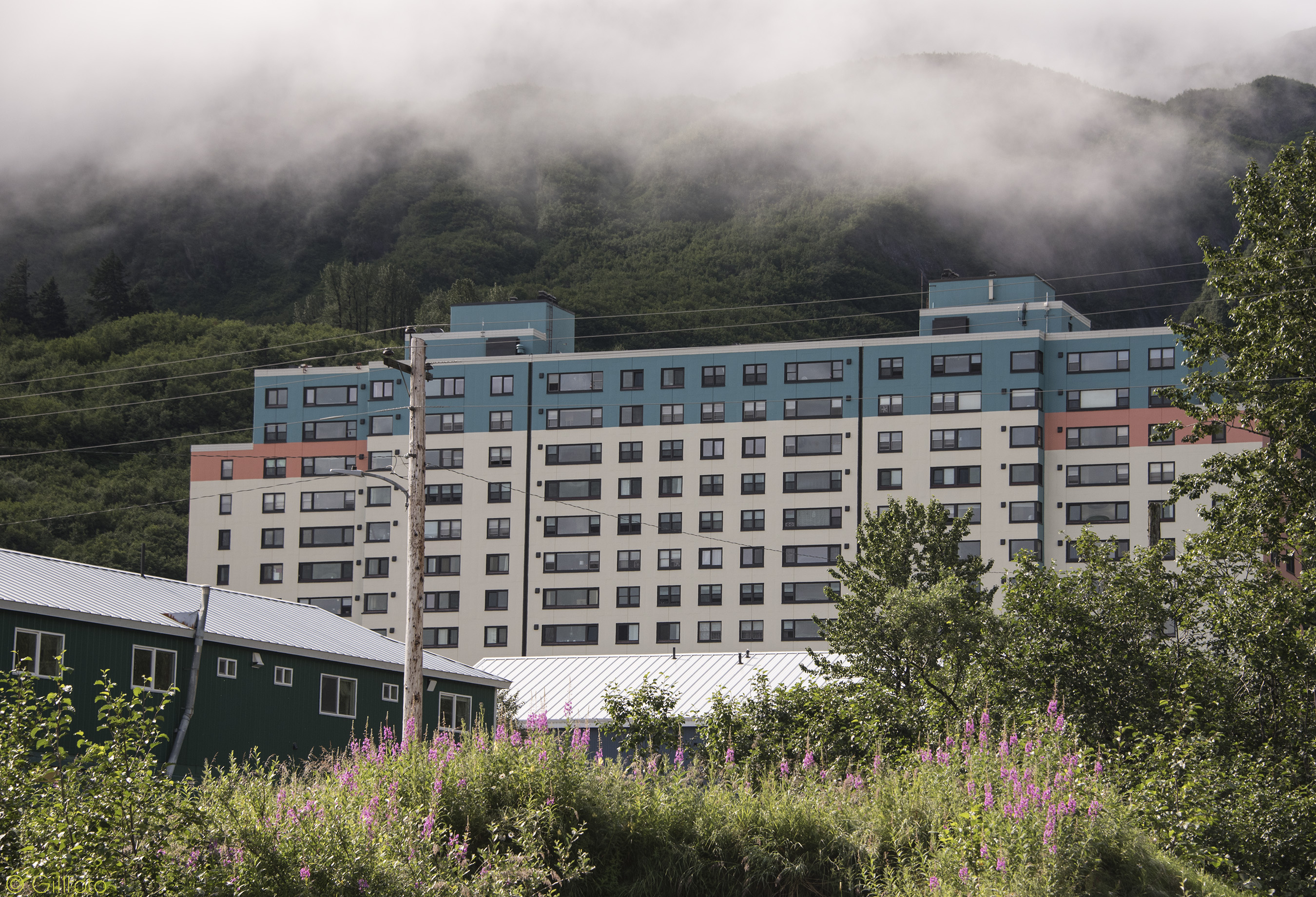
Vista frontal del edificio

Concluido en 1957, el edificio tiene una planta rectangular y techo plano. Es de 14 pisos y consta de tres módulos interconectados. El lado norte tiene dos módulos salientes que forman dos torres cuadradas. Dentro, conjuntos de corredores y elevadores permiten que los residentes tengan acceso a todas las áreas del complejo. 
Además de las áreas residenciales, que consisten en 150 apartamentos de dos y tres dormitorios, el edificio contiene los servicios básicos de una pequeña ciudad: un puesto de correos, una tienda, un hospital, el Departamento de Policía de Whittier y el gabinete del alcalde. También hay una pequeña iglesia Metodista, una tienda de comestibles, servicio de lavandería, un pequeño hotel, una sala de conferencias y una zona de ocio con una piscina interior. Por otra parte, un túnel subterráneo conecta con la única escuela de la ciudad, adyacente al edificio, para que los estudiantes puedan asisitir de manera segura aún con mal clima.